# جبريل غوميز ميشيل
جبريل غوميز ميشيل (بالإسبانية: Gabriel Gómez Michel)‏ هو سياسي مكسيكي، ولد في 24 مارس 1965 في ولاية خاليسكو في المكسيك، وتوفي في 22 سبتمبر 2014 في ولاية زاكاتيكاس في المكسيك. حزبياً، نشط في الحزب الثوري المؤسساتي. وقد انتخب عضو مجلس النواب المكسيك.

## سيرة شخصية
كان غابرييل غوميز ميشيل جراحًا وطبيب توليد ومتخصص في طب الأطفال تخرج من جامعة غوادالاخارا، والتي درّس فيها أيضًا من 1987 إلى 2010، وكذلك في كلية التمريض في معهد الضمان الاجتماعي المكسيكي في غوادالاخارا من 1990 إلى 1991. بالإضافة إلى مهنته، كرس نفسه لإنتاج قصب السكر، ولهذا كان عضوًا في كومونة إل غرويو واتحاد الفلاحين الوطني.
بدأ أنشطته السياسية كعضو في الحزب البيئي الأخضر في المكسيك في عام 2001 عندما انتخب مستشارًا مناوبًا لبلدية إل جرويو، وفي عام 2004 تم انتخابه مستشارًا ومالكًا للمنصب حتى عام 2006. وفي عام 2010، تم انتخابه رئيسًا لبلدية إل غرويو، وفي عام 2012 تم فيه ترشيحه وانتخابه نائبًا فيدراليًا عن مقاطعة خاليسكو الثامنة عشرة إلى الهيئة التشريعية الثانية والستين، عند توليه المنصب، ترك نشاطه في حزب الخضر وانضم إلى هيئة الحزب الثوري.
في مجلس النواب، شغل منصب سكرتير لجنة حقوق الإنسان، وعضواً في لجان الثروة الحيوانية والبيئة والموارد الطبيعية، لتعزيز الأعمال التجارية الزراعية لنخيل جوز الهند والمنتجات المشتقة منها والبحرية.

### الاختطاف والقتل
في 22 سبتمبر 2014، تم اختطافه من قبل مجهولين في تلاكيباكي بينما كان في طريقه إلى مطار غوادالاخارا الدولي، وهي حقيقة أكدها لاحقًا زعيم نواب الحزب الثوري، مانيلو فابيو بلترونس. في اليوم التالي، 23 سبتمبر عُثر على جثته المحترقة بجوار جثة صديقه هيريبيرتو نونيز راموس داخل شاحنته بالقرب من بلدة أبولكو جنوب ولاية زاكاتيكاس؛ وهو أمر أدانه مجلس النواب في نفس اليوم.
في نفس اليوم، أكد المدعي العام في خاليسكو أنه تم اختطافه في الثاني والعشرين من الشهر وعرض صورًا تم التقاطها منذ لحظة الاختطاف.